# Avoudrey
Avoudrey (en franc-comtois Voudrâ) est une commune française située dans le département du Doubs, la région culturelle et historique de Franche-Comté et la région administrative Bourgogne-Franche-Comté.

## Géographie
Avoudrey, village de l'est de la France.
Avoudrey est une commune située dans le département du Doubs (ancienne région de Franche-Comté). La commune d'Avoudrey appartient au canton de Valdahon et à l'arrondissement de Pontarlier. Les habitants d'Avoudrey étaient au nombre de 854 au recensement de 2011. La superficie est de 13 km2. Avoudrey porte le code Insee 25039 et est associée au code postal 25690. Elle se situe géographiquement à une altitude de 710 mètres environ.

### Climat
Pour des articles plus généraux, voir Climat de la Bourgogne-Franche-Comté et Climat du Doubs.
En 2010, le climat de la commune est de type climat de montagne, selon une étude du Centre national de la recherche scientifique s'appuyant sur une série de données couvrant la période 1971-2000. En 2020, Météo-France publie une typologie des climats de la France métropolitaine dans laquelle la commune est exposée à un climat de montagne ou de marges de montagne et est dans la région climatique Jura, caractérisée par une forte pluviométrie en toutes saisons (1 000 à 1 500 mm/an), des hivers rigoureux et un ensoleillement médiocre.
Pour la période 1971-2000, la température annuelle moyenne est de 8,1 °C, avec une amplitude thermique annuelle de 16,5 °C. Le cumul annuel moyen de précipitations est de 1 370 mm, avec 13 jours de précipitations en janvier et 10,7 jours en juillet. Pour la période 1991-2020, la température moyenne annuelle observée sur la station météorologique de Météo-France la plus proche, « Adam-lès-Vercel », sur la commune d'Adam-lès-Vercel à 5 km à vol d'oiseau, est de 9,8 °C et le cumul annuel moyen de précipitations est de 1 510,7 mm. 
La température maximale relevée sur cette station est de 38,4 °C, atteinte le 24 juillet 2019 ; la température minimale est de −22,9 °C, atteinte le 2 mars 2005,,.
Les paramètres climatiques de la commune ont été estimés pour le milieu du siècle (2041-2070) selon différents scénarios d'émission de gaz à effet de serre à partir des nouvelles projections climatiques de référence DRIAS-2020. Ils sont consultables sur un site dédié publié par Météo-France en novembre 2022.

## Urbanisme

### Typologie
Au 1er janvier 2024, Avoudrey est catégorisée bourg rural, selon la nouvelle grille communale de densité à 7 niveaux définie par l'Insee en 2022.
Elle est située hors unité urbaine. Par ailleurs la commune fait partie de l'aire d'attraction de Valdahon, dont elle est une commune de la couronne,. Cette aire, qui regroupe 22 communes, est catégorisée dans les aires de moins de 50 000 habitants,.

### Occupation des sols
L'occupation des sols de la commune, telle qu'elle ressort de la base de données européenne d’occupation biophysique des sols Corine Land Cover (CLC), est marquée par l'importance des territoires agricoles (68,4 % en 2018), en diminution par rapport à 1990 (71,4 %). La répartition détaillée en 2018 est la suivante : 
prairies (47,4 %), forêts (23,8 %), zones agricoles hétérogènes (21,1 %), zones urbanisées (7,8 %). L'évolution de l’occupation des sols de la commune et de ses infrastructures peut être observée sur les différentes représentations cartographiques du territoire : la carte de Cassini (XVIIIe siècle), la carte d'état-major (1820-1866) et les cartes ou photos aériennes de l'IGN pour la période actuelle (1950 à aujourd'hui).

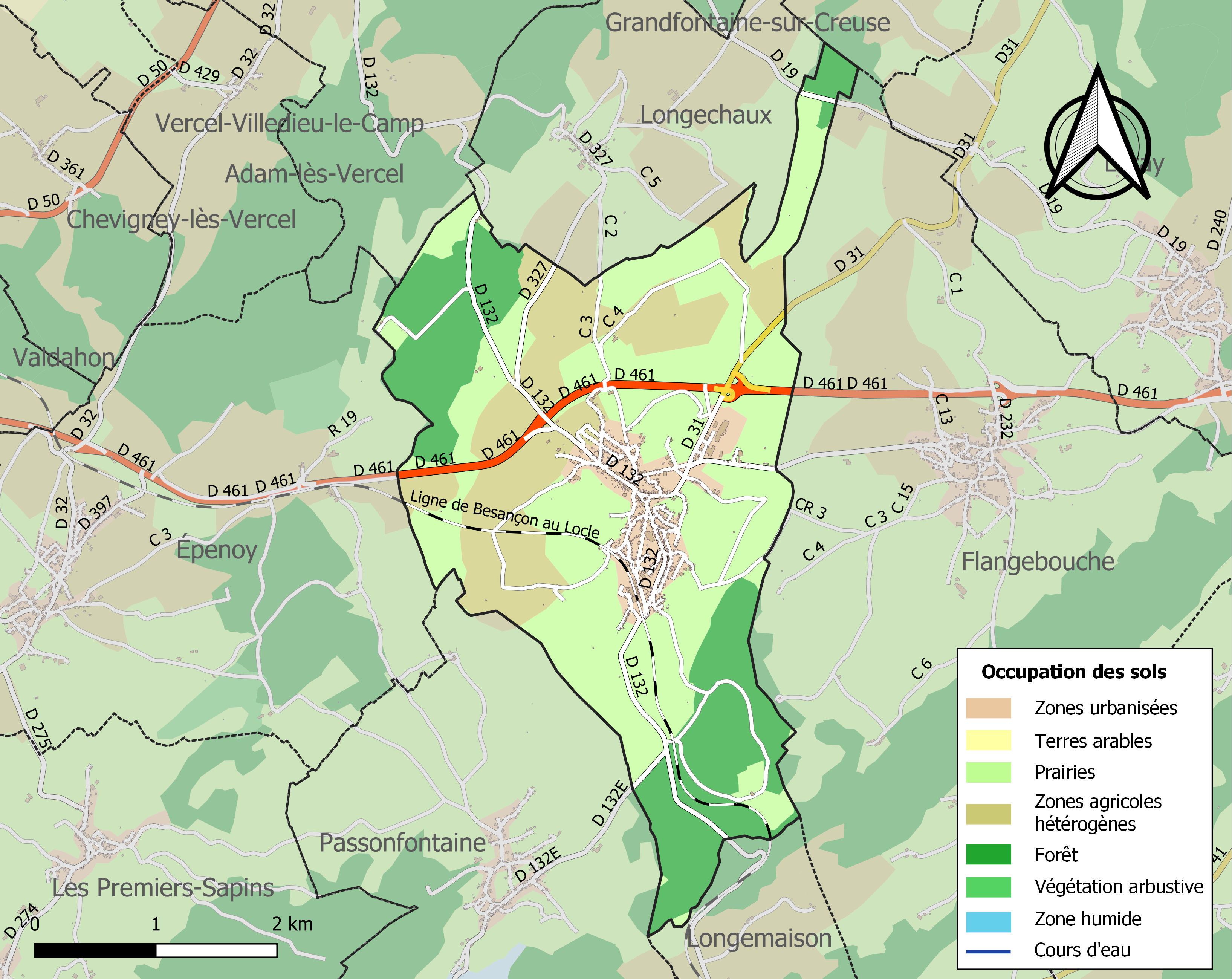
Carte des infrastructures et de l'occupation des sols de la commune en 2018 (CLC).

## Toponymie
de Avoldreia (1188); Avoudraul et Avouldrey en 1188 ; Voudray et Avoudray en 1289 ; Avoudreis et Avouldrey en 1398 ; Avoudrey en 1636.
D'après la forme latinisée Avoldreia de 1188, le nom du village, signifierait « pommeraie », par le bas allemand apuldr (= pommier). 
Hameaux : le Saucet ; Sur le Mont. Les autres fermes sont devenues en 1790 le nouveau village de Longemaison.

## Histoire
Le village est le berceau d'une très ancienne famille franc-comtoise, la Famille Barrand, dont les origines sont attestées au village dès le XVe siècle. Le 13 novembre 1592, un de ses notables, Richard Barrand est présent à la mise en place des « us et coutumes d'Avoudrey ». Richard et auparavant son père Estienne ont occupé l'Office de Maire d'Avoudrey en la Seigneurie de Vercel pendant plus de cinquante ans (entre 1500 et 1608).
En septembre 1793, le village, défenseur de la cause monarchique,  participa activement à la « Petite Vendée ». Avec Flangebouche, il marcha sur Orchamps-Vennes. Ce fut un échec. De nombreux habitants gagnèrent la Suisse, d'autres furent exécutés, guillotinés,  ou déportés en Guyane.
L'église du village dotée de son clocher « comtois », rebâtie en 1709 est dédiée à saint Donat (Donat de Besançon). L'édifice abrite deux cloches qui porte les noms de « Claudine-Pierrette-Julie » (diamètre 149,2 cm, poids 1 975 kg, fondue par F. Humbert en 1813, à Morteau) et « Marie-Hortence-Angelioue » (diamètre 134,8 cm, poids 1 427 kg, fondue par F. Humbert en 1838, à Morteau).
Deuxième Guerre Mondiale
Dans l'après-midi du 27 mai 1944, un B-17 se pose à un kilomètre du village. Ce bombardier était en route pour un bombardement sur Strasbourg, mais après un ennui mécanique, son pilote Milton Mard décide de se diriger sur la Suisse. Cependant l'avion ne peut atteindre son but ; il fait un atterrissage de fortune au lieu-dit les Jantes, au nord du bourg.
Sur les dix membres de l'équipage, quatre rejoindront la Suisse avec l'aide de la résistance. Les autres seront repris par les Allemands et finiront la guerre dans des camps de prisonniers.
La vouivre est une légende célèbre de Franche-Comté, et d'Avoudrey.

## Politique et administration
| Période                                  | Période  | Identité        | Étiquette | Qualité    |
| ---------------------------------------- | -------- | --------------- | --------- | ---------- |
| 1995                                     |          | Jean-Paul Morel |           |            |
| mars 2008                                | 2020     | Joël Barrand    | SE        | Commerçant |
| 2020                                     | En cours | Gilbert Distel  |           |            |
| Les données manquantes sont à compléter. |          |                 |           |            |

## Démographie
L'évolution du nombre d'habitants est connue à travers les recensements de la population effectués dans la commune depuis 1793. Pour les communes de moins de 10 000 habitants, une enquête de recensement portant sur toute la population est réalisée tous les cinq ans, les populations de référence des années intermédiaires étant quant à elles estimées par interpolation ou extrapolation. Pour la commune, le premier recensement exhaustif entrant dans le cadre du nouveau dispositif a été réalisé en 2006.

En 2022, la commune comptait 954 habitants, en évolution de +6 % par rapport à 2016 (Doubs : +1,88 %, France hors Mayotte : +2,11 %).
| 1793 | 1800 | 1806 | 1821 | 1831 | 1836 | 1841 | 1846 | 1851 |
| ---- | ---- | ---- | ---- | ---- | ---- | ---- | ---- | ---- |
| 411  | 304  | 372  | 406  | 434  | 492  | 486  | 510  | 453  |

| 1856 | 1861 | 1866 | 1872 | 1876 | 1881 | 1886 | 1891 | 1896 |
| ---- | ---- | ---- | ---- | ---- | ---- | ---- | ---- | ---- |
| 423  | 436  | 447  | 470  | 509  | 649  | 557  | 521  | 516  |

| 1901 | 1906 | 1911 | 1921 | 1926 | 1931 | 1936 | 1946 | 1954 |
| ---- | ---- | ---- | ---- | ---- | ---- | ---- | ---- | ---- |
| 508  | 534  | 570  | 572  | 600  | 637  | 617  | 591  | 512  |

| 1962 | 1968 | 1975 | 1982 | 1990 | 1999 | 2006 | 2011 | 2016 |
| ---- | ---- | ---- | ---- | ---- | ---- | ---- | ---- | ---- |
| 576  | 543  | 658  | 710  | 710  | 705  | 754  | 863  | 900  |

| 2021 | 2022 | - | - | - | - | - | - | - |
| ---- | ---- | - | - | - | - | - | - | - |
| 941  | 954  | - | - | - | - | - | - | - |

## Économie
La commune abrite notamment les entreprises :
- SIS une maroquinerie du groupe belge Delvaux[25]. Elle a réalisé en 2018 un chiffre d'affaires de 104 millions d'euros et emploie 911 salariés[26].
- Jean-Louis Amiotte. Charcuterie. Elle a réalisé en 2008 un chiffre d'affaires de 29 millions d'euros et emploie 90 salariés[27].

## Culture locale et patrimoine

### Lieux et monuments
- Avoudrey possède une gare SNCF située sur la ligne Besançon-Viotte - Le Locle-Col-des-Roches.
- Église Saint-Donat (XVIIIe siècle).
- Stèle, inaugurée le 14 juillet 2004, commémorant l'atterrissage du B-17 Why Worry II, le 27 mai 1944 au lieu-dit les Jantes.

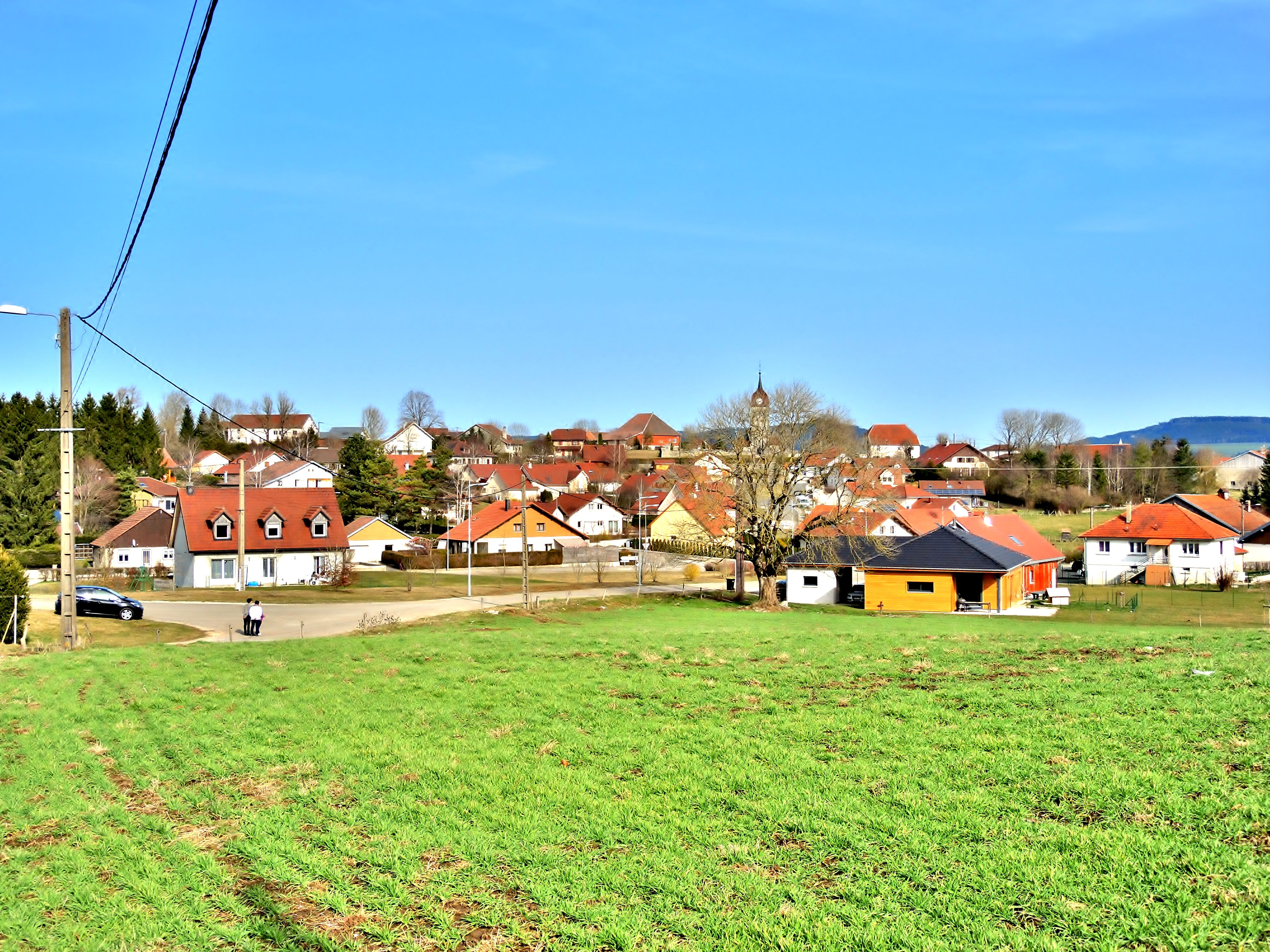
Vue panoramique de la commune.
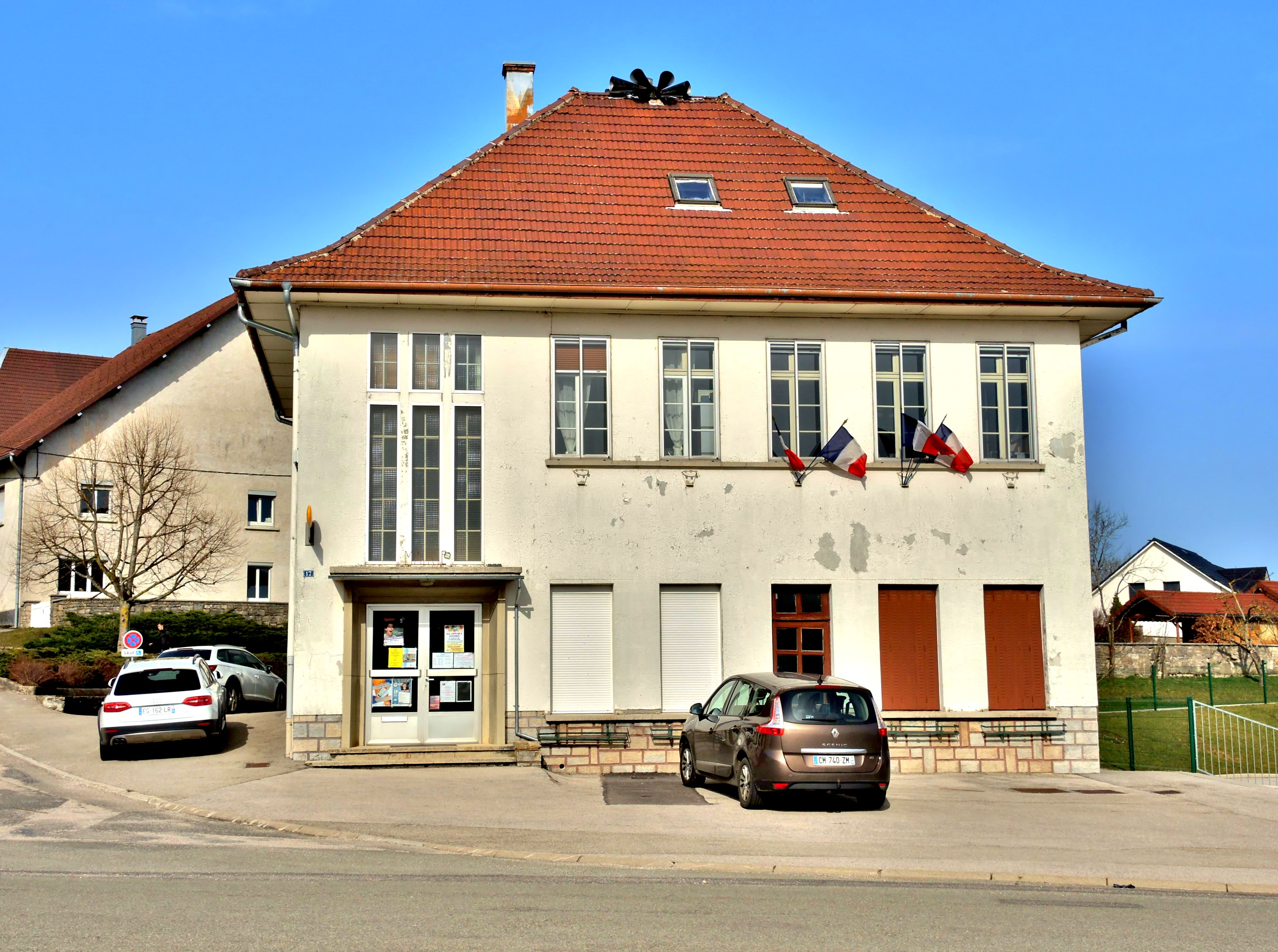
Mairie.
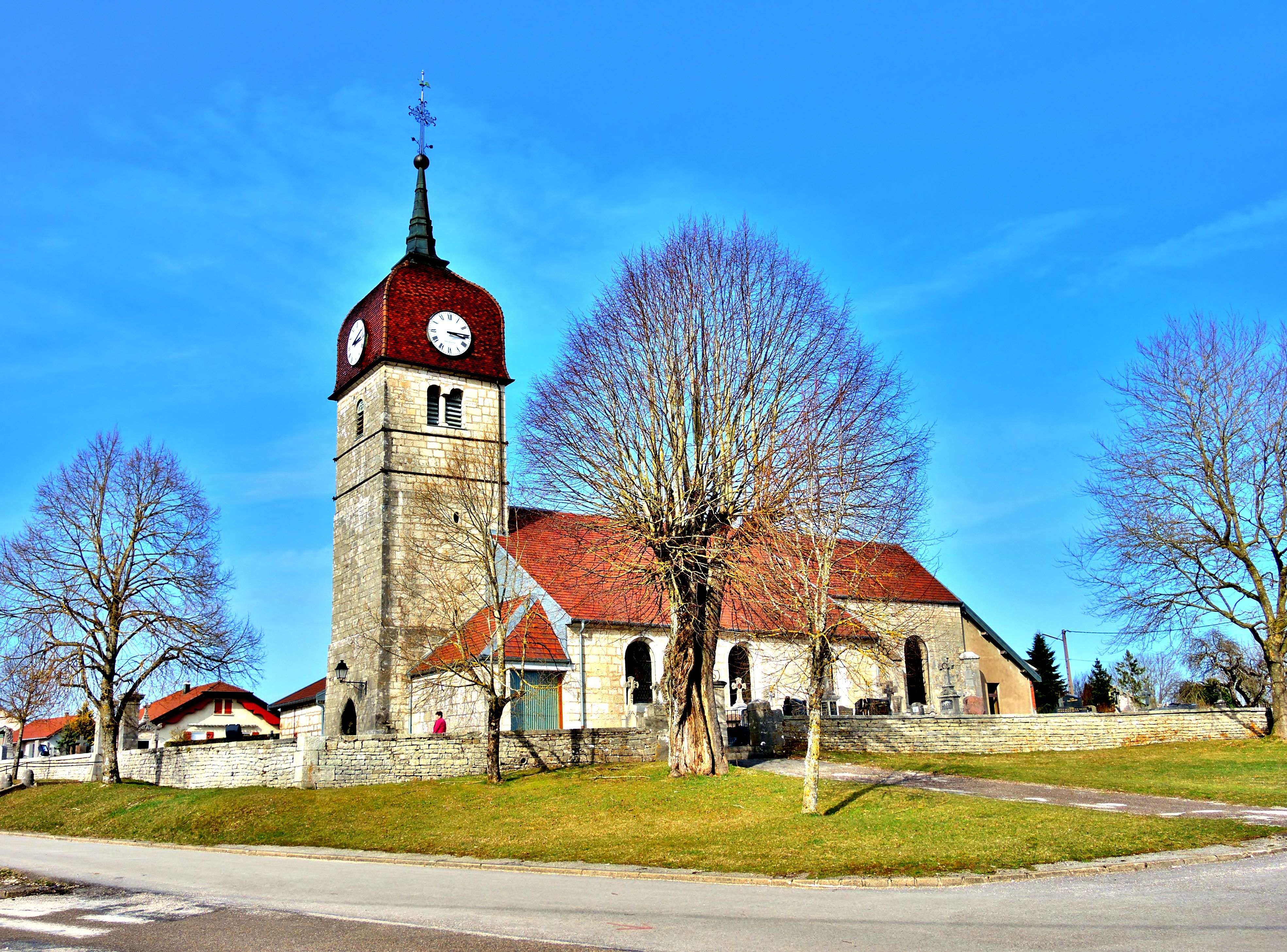
Église Saint-Donat.
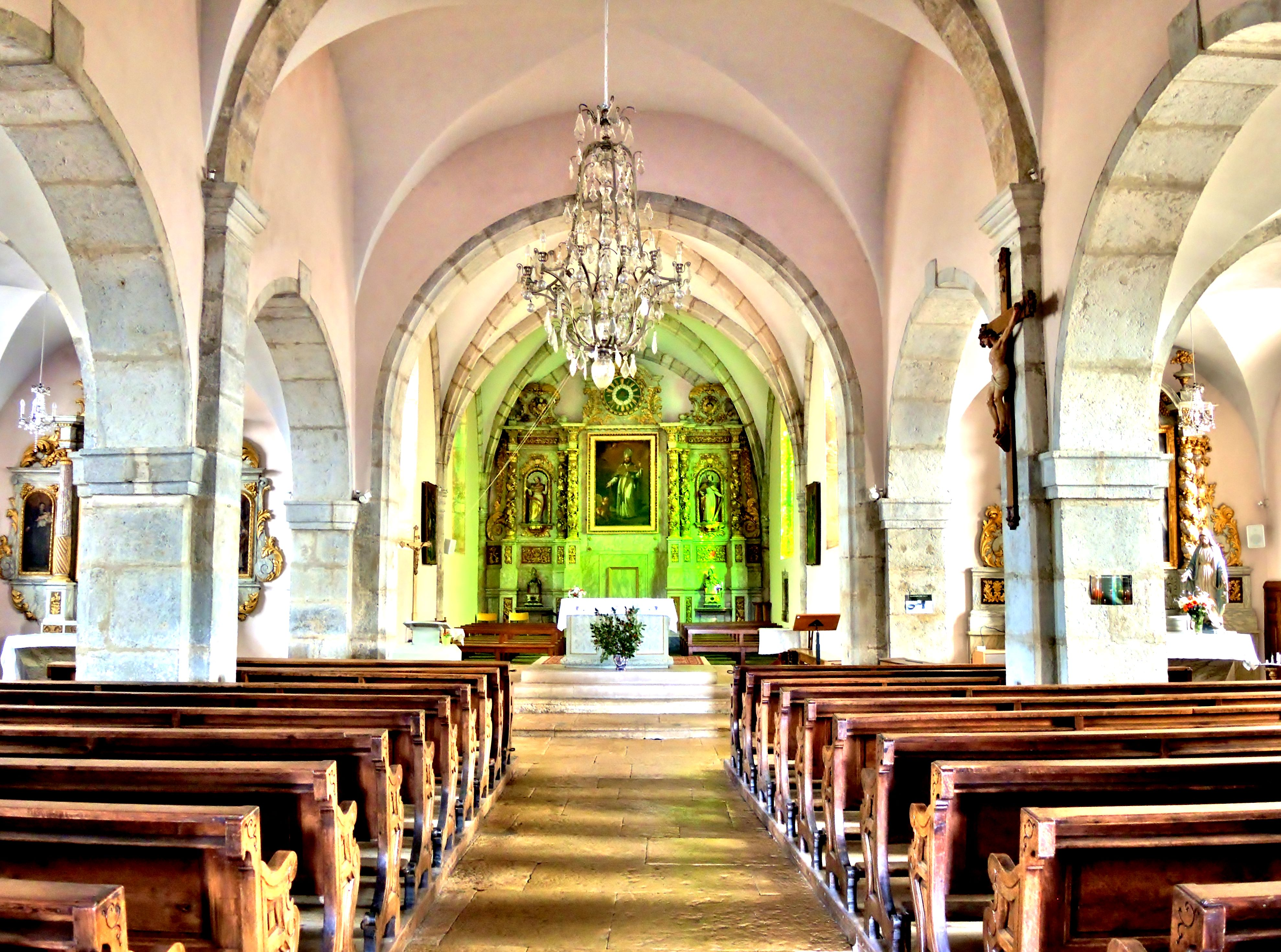
Intérieur de l'église Saint-Donat.
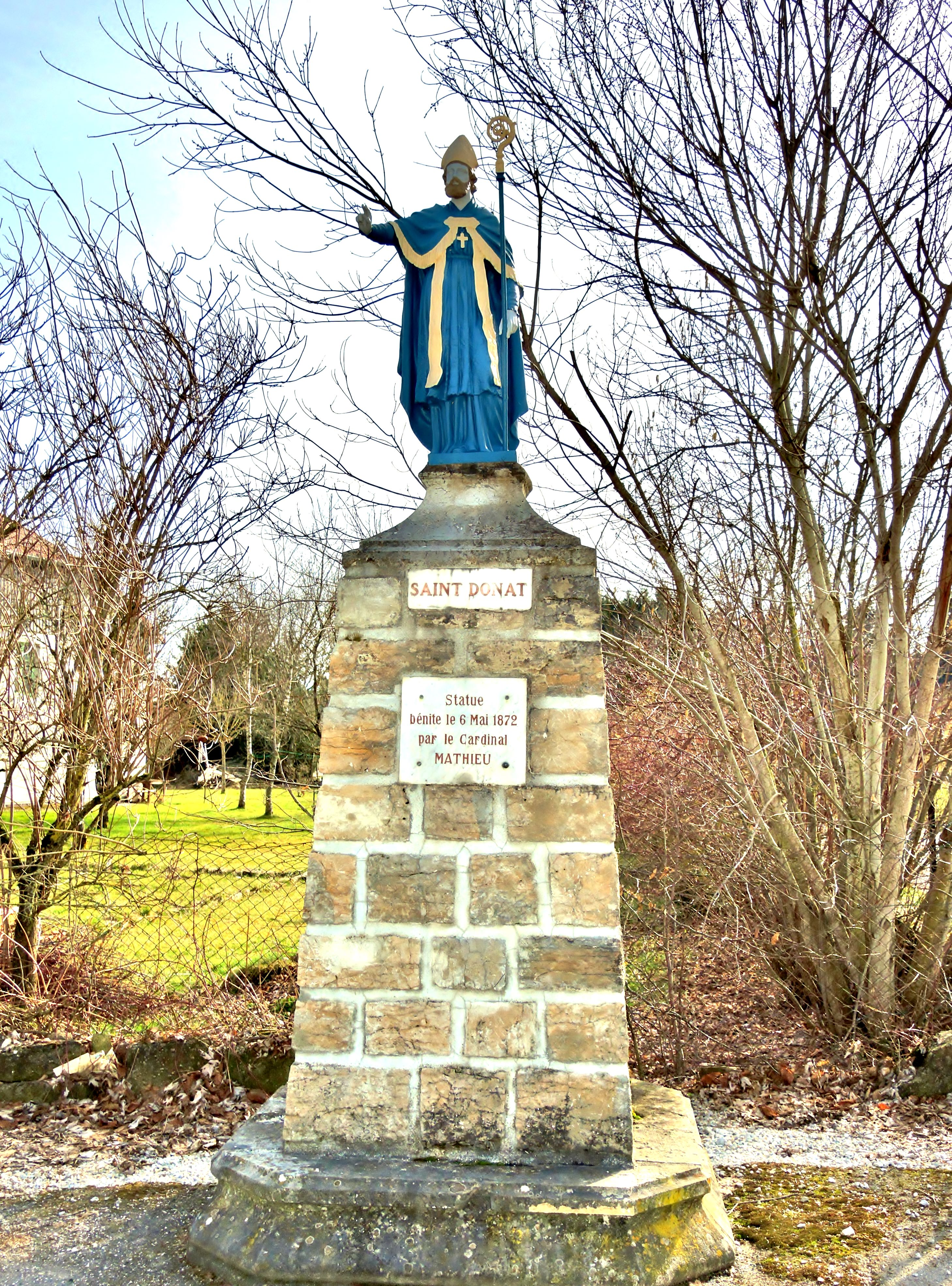
Statue de Saint-Donat.